# Noviciado (métro de Madrid)
Noviciado est une station de la ligne 2 du métro de Madrid, en Espagne.

## Situation

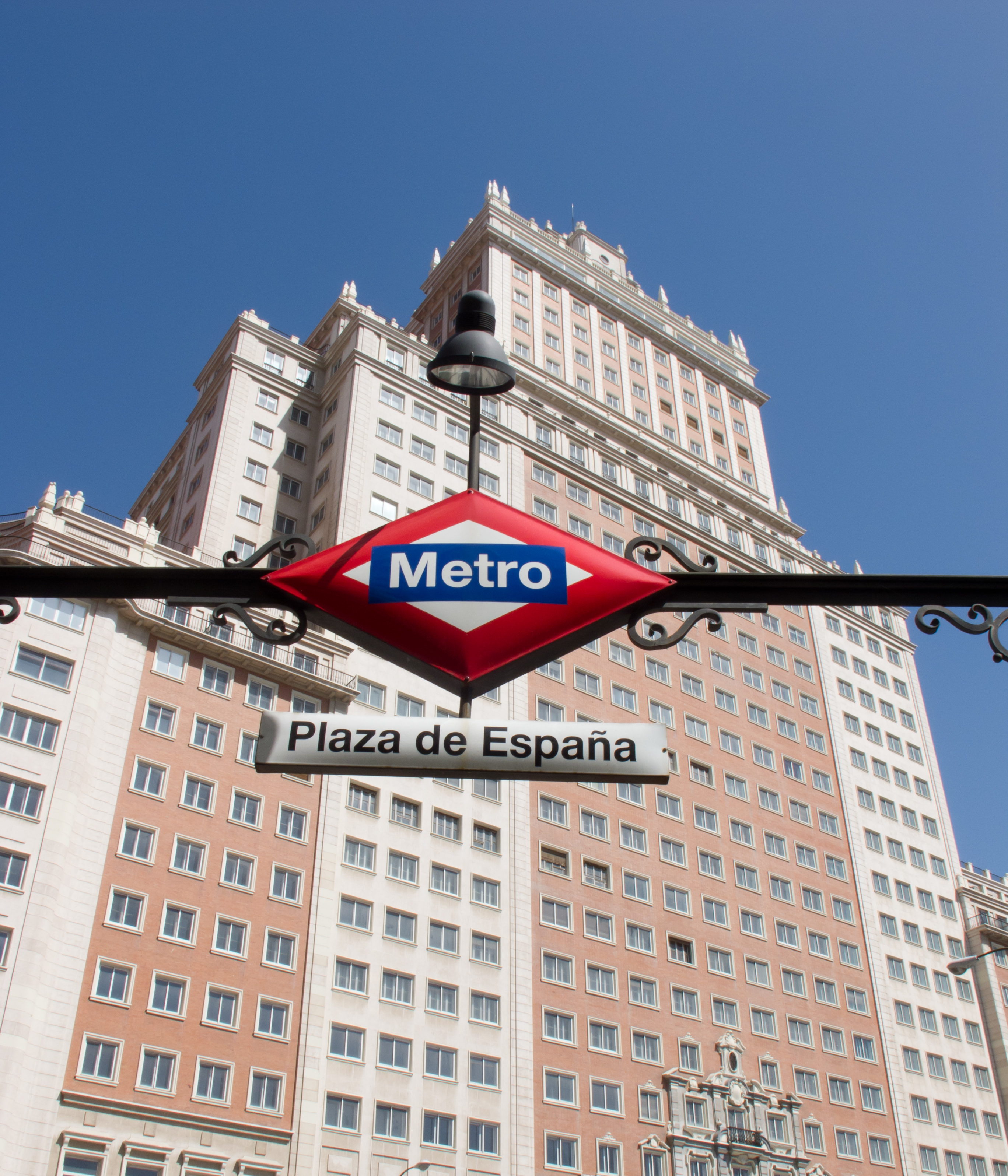
Entrée de metro

La station est située entre San Bernardo au nord, en direction de Cuatro Caminos, et Santo Domingo au sud, en direction de Las Rosas. Elle est établie sous la rue San Bernardo, entre les rues Noviciado et Reyes, dans le quartier de l'Université, de l'arrondissement du Centre. Elle est reliée par jonction directe avec la station Plaza de España sur les lignes 3 et 10.

## Histoire
La station est mise en service le 21 octobre 1925, au moment de l'ouverture de la deuxième section de la ligne 2 entre Sol et Quevedo.

## Service des voyageurs

### Accueil
La station possède deux accès situés rue San Bernardo, l'un au no 45 devant le ministère de la Justice et l'autre au no 51, à l'intersection avec la rue Noviciado, équipés d'escaliers, mais sans escalier mécanique ni ascenseur.

### Intermodalité
La station est en correspondance avec les lignes de bus no 147 et de minibus électrique M2 du réseau EMT.

## Sites desservis
Le siège du ministère de la Justice s'élève au niveau de la station. La place d'Espagne, située à 300 m à l'est, est accessible par la station Plaza de España.